# Bowling Green (Virginia)
Bowling Green è un comune degli Stati Uniti d'America, situato nello Stato della Virginia, nella contea di Caroline, della quale è il capoluogo.